# Atto di Mediazione
L'Atto di Mediazione è una risoluzione con la quale Napoleone Bonaparte attribuì, il 19 febbraio 1803, alla Svizzera una nuova Costituzione di stampo maggiormente federalistico e dunque con maggiori poteri attribuiti ai Cantoni.

## Storia
Dopo aver imposto, intervenendo brutalmente negli affari politici svizzeri nel 1798, l'esperienza unitaria - la Repubblica Elvetica - il 30 settembre 1802 Napoleone Bonaparte riconobbe inevitabile, di fronte alle insanabili divisioni interne, porvi fine e in quanto mediatore convocò a Parigi i deputati della Consulta Elvetica per la fine di novembre del 1802.
Nella lettera di apertura della prima riunione (10 dicembre 1802) egli scrisse ai delegati svizzeri:
In tale circostanza egli, in quanto Primo Console della Repubblica francese e Presidente della Repubblica Italiana, rilevò peraltro che era desiderio nel contempo degli Svizzeri, ma anche dei vasti Stati che li circondavano che la nuova Costituzione garantisse tre principi fondamentali: 1) l'uguaglianza di diritti fra i 18 Cantoni; 2) la rinuncia dei nobili ai privilegi del passato; 3) l'organizzazione federale, nella quale ogni Cantone potesse organizzarsi seguendo la propria lingua, la propria religione, i suoi costumi, interessi e opinioni.
Pertanto, dopo che i 56 delegati si erano riuniti più volte con i negoziatori francesi (François de Barthélemy, Pierre-Louis Roederer, Joseph Fouché, Jean-Nicolas Desmeunier), il 19 febbraio 1803 Napoleone Bonaparte poté promulgare l'Atto di Mediazione, che entrò in vigore il 15 aprile, mentre la Dieta federale si riunì per la prima volta il primo venerdì di luglio.
La nuova costituzione riportava la Svizzera indipendente alla sua tradizionale natura confederale e riconosceva l'autonomia costituzionale interna dei 19 cantoni, vincolandoli solo ad un quadro di eguaglianza democratica fra i cittadini e a non ammettere diritti fondati sull'antico regime politico. Ogni cantone inviava alla Dieta un deputato, sottoposto a vincolo di mandato in modo da azzerare il rischio di una deriva unitaria.